# Like an Animal
A Like an Animal (magyarul: Mint egy állat) az olasz Piqued Jacks együttes dala, mellyel San Marinót képviselték a 2023-as Eurovíziós Dalfesztiválon Liverpoolban. A dal 2023. február 25-én, a San Marinó-i nemzeti döntőben, az Una voce per San Marinóban megszerzett győzelemmel érdemelte ki a dalversenyen való indulás jogát.

## Eurovíziós Dalfesztivál
2023. február 20-án az RTV San Marino bejelentette, hogy az együttes résztvevője lesz a 2023-as Una voce per San Marino eurovíziós nemzeti döntőnek. A Like an Animal című versenydalukat a február 22-i harmadik elődöntőben adták elő először, ahonnan egyenes ágon továbbjutottak a február 25-i döntőbe, amit végül megnyertek, így ők képviselhetik San Marinót az Eurovíziós Dalfesztiválon.
A dalfesztivál előtt Barcelonában, Varsóban, Tel-Avivban, Madridban, Amszterdamban és Londonban eurovíziós rendezvényeken népszerűsítették versenydalukat.
A dalt először a május 11-én rendezett második elődöntőben fellépési sorrendben tizenkettedikként adták elő a Grúziát képviselő Iru Echo című dala után és az Ausztriát képviselő Teya & Salena Who the Hell Is Edgar? című dala előtt. Az elődöntőben a nézői szavazatok pontjai alapján nem került be a dal a május 13-án megrendezésre került döntőbe.
A következő San Marinó-i induló a Megara 11:11 című dala lesz a 2024-es Eurovíziós Dalfesztiválon.

### Kapott pontok
Második elődöntő
| Szavazat | Össz | Szavazó országok | Szavazó országok | Szavazó országok | Szavazó országok | Szavazó országok | Szavazó országok | Szavazó országok | Szavazó országok | Szavazó országok | Szavazó országok | Szavazó országok | Szavazó országok | Szavazó országok | Szavazó országok | Szavazó országok | Szavazó országok   | Szavazó országok | Szavazó országok | Szavazó országok    |
| Szavazat | Össz | Dánia            | Örményország     | Románia          | Észtország       | Belgium          | Ciprus           | Izland           | Görögország      | Lengyelország    | Szlovénia        | Grúzia           | Ausztria         | Albánia          | Litvánia         | Ausztrália       | Egyesült Királyság | Spanyolország    | Ukrajna          | A Világ többi része |
| -------- | ---- | ---------------- | ---------------- | ---------------- | ---------------- | ---------------- | ---------------- | ---------------- | ---------------- | ---------------- | ---------------- | ---------------- | ---------------- | ---------------- | ---------------- | ---------------- | ------------------ | ---------------- | ---------------- | ------------------- |
| Nézők    | 0    |                  |                  |                  |                  |                  |                  |                  |                  |                  |                  |                  |                  |                  |                  |                  |                    |                  |                  |                     |